# コブラ会
『コブラ会』（コブラかい、Cobra Kai）は、2018年から配信されているアメリカのウェブテレビシリーズ。『ベスト・キッド』の公式な続編として製作されている。2018年から2019年にかけて2シーズンがYouTube Red（現：YouTube Premium）で独占配信され、2020年8月28日からNetflixで全5シーズンまで配信されている。

## 概要
『ベスト・キッド』に出演したラルフ・マッチオ（ダニエル・ラルーソー役）、ウィリアム・ザブカ（ジョニー・ロレンス役）が、それぞれ成人し、父親になった同役で出演している。回想シーンなどに『ベスト・キッド』シリーズの映像が使われている。
権利を持つソニー・ピクチャーズ テレビジョンがシーズン1、2の配信権をYouTubeに販売した。YouTubeでは日本語吹き替えは無いが字幕機能で字幕表示が可能である（翻訳：森まさふみ）。
シーズン3以降、YouTubeからNetflixにプラットフォームが移行したため、制作はNetflixが行っているが、2022年1月1日現在、YouTubePremiumでシーズン1、2のみの配信は続いている。
2020年8月28日より、Netflixでもシーズン1、2が配信されている。また、シーズン3は2021年1月8日から、シーズン4は2021年12月31日、シーズン5は2022年9月9日からNetflixで独占配信されている。
Netflixで完結編となるシーズン6の製作も決定した。

## あらすじ
34年前、空手大会決勝で主人公に負けたジョニーは酒におぼれ、惨めなまでの生活にあえいでいた。その一方で勝利したダニエルは、カーディーラー「ラルーソー・オート」の経営者として成功を収め、優雅な日々を送っていた。
ある日、ジョニーは不良グループに暴行されているミゲルを助け、彼に空手を教えて欲しいと言われ、一度は断るものの次第に空手への情熱が目覚めていき、空手道場「コブラ会」を再興することになる。
過去に自分が行ったことへの後悔と贖罪もあり、ジョニーは生徒に『正しい道』を教えていこうと奮闘する。自身も弟子も不器用ながらも、空手を通して正しく生きていく術を学んでいく。

## 登場人物
ジョニー・ロレンス
演 - ウィリアム・ザブカ、日本語吹替 - 花輪英司
本作の主人公。
不本意ながらも、ミゲルをいじめていた不良グループを空手で成敗したことでミゲルから慕われるようになり、空手を教えてくれるように迫られるが、一度は断る。後に訳あって「コブラ会」を再興すると共にミゲルに空手を教え始める。
『ベスト・キッド』では典型的なヒール役であったが、本作では弟子に空手を教えていくうちに過去の過ちを生徒に投影してしまい、生徒に正しい道を教えていこうと奮闘する。不器用ながらも、自身も弟子も空手を通して正しく生きていく術を学んでいく。
ダニエル・ラルーソー
演 - ラルフ・マッチオ、日本語吹替 - 草尾毅
ジョニーのライバルで、本作のもう一人の主人公。
高級車のカーディーラー、ラルーソ・オートの経営者で、会社経営に尽力を注ぐ毎日だったが、ジョニーが「コブラ会」を再興した事を知ると、空手への情熱が徐々に再燃する。初めは自宅でロビーに空手を教えていたが、後に道場であるミヤギ道空手を再興する。
ミゲル・ディアス
演 - ショロ・マリデュエニャ、日本語吹替 - 林幸矢
ジョニーの隣人で一番弟子
ジョニーに空手を教えて欲しいと懇願し空手を教わるようになる。ジョニーの教えで強くなり、学校の食堂で不良グループを返り討ちにしたことからSNSでその動画が拡散。それによって経営不振だった「コブラ会」に人気を集める一役をこなす。
ロビー・キーン
演 - タナー・ブキャナン、日本語吹替 - 宮崎遊
ジョニーの息子。
ジョニーとはしばらく会っておらず、母に育てられていたが、母の素行が悪く、自身も悪友と悪さばかりしていた。訳あって父のライバルであるダニエルの会社に入社し、真面目に仕事に取り組む姿からダニエルに気に入れられ、ひょんなことから空手を教わるようになる。後にダニエルが再興したミヤギ道空手（道場）の一番弟子となり、空手の鍛錬を積む。
アイシャ・ロビンソン
演 -  ニコール・ブラウン
元はサムの親友。コブラ会に入会。
サマンサ・ラルーソー
演 - メアリー・マウサー、日本語吹替 - 田中有紀
ダニエルの娘。
サムと呼ばれることが多い。ダニエルから空手を教わっていた過去があり、自身が失意の時、空手の極意を思い出し、もう一度父から空手を教わる決意をする。
アマンダ・ラルーソー
演 - コートニー・ヘンゲラー、日本語吹替 - 湯屋敦子
ダニエルの妻。
ダニエルが怒りに任せて物事を解決しようとすると、調和を取るようになだめる事が多い。ダニエルの精神的な支え。空手にはある程度理解がある。
ジョン・クリーズ
演 - マーティン・コーヴ、日本語吹替 - 西凛太朗
旧コブラ会の道場主。ジョニーの先生。
コブラ会の弟子達が活躍している事を知り、コブラ会の更なる進展に尽力すると言ってジョニーに近づきコブラ会の乗っ取りを図る。
テリー・シルバー
演 - トーマス・イアン・グリフィス
クリーズの旧友。クリーズと共にコブラ会の乗っ取りを図る。
アリ・ミルズ・シュワーバー
演 - エリザベス・シュー
ダニエルの元恋人。高校卒業とともに別れた設定。医師と結婚するが離婚。
チョーゼン・トグチ（渡口長善）
演 - ユウジ・オクモト
『ベスト・キッド2』では沖縄の不良少年としてダニエルと敵対したが、シーズン3で心を入れ替えて成長した姿で登場、以降はジョニーやダニエル達の心強い味方となる。
クミコ
演 - タムリン・トミタ
『ベスト・キッド2』でのダニエルの沖縄での恋人。シーズン3でダニエルと再会する。
ナリヨシ・ミヤギ（宮城成義）
演 - ノリユキ・パット・モリタ
ダニエルの先生。
本作では2011年に亡くなっている設定。亡くなった後もダニエルの心の支えとなっており、ダニエルの回想シーンで出演。『ベスト・キッド』の映像がリマスターされて使われる事が多い。

## エピソード
| シーズン | シーズン | 話数 | 話数 | 放送期間      | 放送期間      |
| -------- | -------- | ---- | ---- | ------------- | ------------- |
|          | 1        | 10   | 10   | 2018年5月2日  | 2018年5月2日  |
|          | 2        | 10   | 10   | 2019年4月24日 | 2019年4月24日 |
|          | 3        | 10   | 10   | 2021年1月1日  | 2021年1月1日  |

各シーズン全話一挙配信

### シーズン1 (2018)
| 通算 話数 | シーズン 話数 | タイトル                                      | 監督                                          | 脚本                                                                                                  | 公開日       |
| --------- | ------------- | --------------------------------------------- | --------------------------------------------- | --- | ------------ |
| 1         | 1             | "ワルの中のワル" "Ace Degenerate"             | ジョン・ハーウィッツ ヘイデン・シュロスバーグ | Josh Heald & ジョン・ハーウィッツ & ヘイデン・シュロスバーグ                                          | 2018年5月2日 |
| 2         | 2             | "先に打て" "Strike First"                     | ジョン・ハーウィッツ ヘイデン・シュロスバーグ | Josh Heald & ジョン・ハーウィッツ & ヘイデン・シュロスバーグ                                          | 2018年5月2日 |
| 3         | 3             | "ガイコツの悪夢" "Esqueleto"                  | Jennifer Celotta                              | Josh Heald & ジョン・ハーウィッツ & ヘイデン・シュロスバーグ                                          | 2018年5月2日 |
| 4         | 4             | "コブラ会は永遠に不滅" "Cobra Kai Never Dies" | Jennifer Celotta                              | Josh Heald & ジョン・ハーウィッツ & ヘイデン・シュロスバーグ & Jason Belleville                       | 2018年5月2日 |
| 5         | 5             | "バランス勝負" "Counterbalance"               | Josh Heald                                    | Josh Heald & ジョン・ハーウィッツ & ヘイデン・シュロスバーグ                                          | 2018年5月2日 |
| 6         | 6             | "コブラ軍団" "Quiver"                         | Josh Heald                                    | Josh Heald & ジョン・ハーウィッツ & ヘイデン・シュロスバーグ & Joe Piarulli & Luan Thomas             | 2018年5月2日 |
| 7         | 7             | "悲願の大会出場" "All Valley"                 | Steve Pink                                    | Josh Heald & ジョン・ハーウィッツ & ヘイデン・シュロスバーグ & Stacey Harman                          | 2018年5月2日 |
| 8         | 8             | "過去からの脱皮" "Molting"                    | Steve Pink                                    | Josh Heald & ジョン・ハーウィッツ & ヘイデン・シュロスバーグ & Stacey Harman & Michael Jonathan Smith | 2018年5月2日 |
| 9         | 9             | "違うようでも似た者同士" "Different but Same" | ジョン・ハーウィッツ ヘイデン・シュロスバーグ | Josh Heald & ジョン・ハーウィッツ & ヘイデン・シュロスバーグ & Jason Belleville                       | 2018年5月2日 |
| 10        | 10            | "情け容赦" "Mercy"                            | ジョン・ハーウィッツ ヘイデン・シュロスバーグ | Josh Heald & ジョン・ハーウィッツ & ヘイデン・シュロスバーグ                                          | 2018年5月2日 |

- YouTubeでは1話と2話は無料で視聴できる。

### シーズン2 (2019)
| 通算 話数 | シーズン 話数 | タイトル                                   | 監督                                          | 脚本                                                                                           | 公開日        |
| --------- | ------------- | ------------------------------------------ | --------------------------------------------- | ---------------------------------------------------------------------------------------------- | ------------- |
| 11        | 1             | "情け容赦（パート2）" "Mercy Part II"      | ジョン・ハーウィッツ ヘイデン・シュロスバーグ | Josh Heald & ジョン・ハーウィッツ & ヘイデン・シュロスバーグ                                   | 2019年4月24日 |
| 12        | 2             | "戻るべき場所" "Back in Black"             | ジョン・ハーウィッツ ヘイデン・シュロスバーグ | Josh Heald & ジョン・ハーウィッツ & ヘイデン・シュロスバーグ                                   | 2019年4月24日 |
| 13        | 3             | "炎と氷の対決" "Fire and Ice"              | Michael Grossman                              | Josh Heald & ジョン・ハーウィッツ & ヘイデン・シュロスバーグ & Stacey Harman                   | 2019年4月24日 |
| 14        | 4             | "真価が問われるとき" "The Moment of Truth" | Michael Grossman                              | Josh Heald & ジョン・ハーウィッツ & ヘイデン・シュロスバーグ & Kevin McManus & Matthew McManus | 2019年4月24日 |
| 15        | 5             | "全力で臨め" "All In"                      | Josh Heald                                    | Josh Heald & ジョン・ハーウィッツ & ヘイデン・シュロスバーグ                                   | 2019年4月24日 |
| 16        | 6             | "悪友" "Take a Right"                      | Josh Heald                                    | Josh Heald & ジョン・ハーウィッツ & ヘイデン・シュロスバーグ                                   | 2019年4月24日 |
| 17        | 7             | "静けさ" "Lull"                            | Jennifer Celotta                              | Josh Heald & ジョン・ハーウィッツ & ヘイデン・シュロスバーグ & Kevin McManus & Matthew McManus | 2019年4月24日 |
| 18        | 8             | "恋のときめき" "Glory of Love"             | Jennifer Celotta                              | Josh Heald & ジョン・ハーウィッツ & ヘイデン・シュロスバーグ & Joe Piarulli & Luan Thomas      | 2019年4月24日 |
| 19        | 9             | "メキシコ料理" "Pulpo"                     | ジョン・ハーウィッツ ヘイデン・シュロスバーグ | Josh Heald & ジョン・ハーウィッツ & ヘイデン・シュロスバーグ & Michael Jonathan Smith          | 2019年4月24日 |
| 20        | 10            | "情け無用" "No Mercy"                      | ジョン・ハーウィッツ ヘイデン・シュロスバーグ | Josh Heald & ジョン・ハーウィッツ & ヘイデン・シュロスバーグ & Joe Piarulli & Luan Thomas      | 2019年4月24日 |

### シーズン3 (2021)
| 通算 話数 | シーズン 話数 | タイトル                                                     | 監督                                          | 脚本                                                                                           | 公開日        |
| --------- | ------------- | ------------------------------------------------------------ | --------------------------------------------- | ---------------------------------------------------------------------------------------------- | ------------- |
| 21        | 1             | "闘いのあと" "Aftermath"                                     | ジョン・ハーウィッツ ヘイデン・シュロスバーグ | Josh Heald & ジョン・ハーウィッツ & ヘイデン・シュロスバーグ                                   | 2021年1月1日  |
| 22        | 2             | "遺伝か環境か" "Nature Vs. Nurture"                          | ジョン・ハーウィッツ ヘイデン・シュロスバーグ | Josh Heald & ジョン・ハーウィッツ & ヘイデン・シュロスバーグ                                   | 2021年1月1日  |
| 23        | 3             | "借りは返す" "Now You're Gonna Pay"                          | Lin Oeding                                    | Josh Heald & ジョン・ハーウィッツ & ヘイデン・シュロスバーグ & Stacey Harman                   | 2021年1月1日  |
| 24        | 4             | "正しい道" "The Right Path"                                  | Lin Oeding                                    | Josh Heald & ジョン・ハーウィッツ & ヘイデン・シュロスバーグ & Kevin McManus & Matthew McManus | 2021年1月1日  |
| 25        | 5             | "ミヤギ道" "Miyagi-Do"                                       | Steven Tsuchida                               | Josh Heald & ジョン・ハーウィッツ & ヘイデン・シュロスバーグ                                   | 2021年1月1日  |
| 26        | 6             | "キング・コブラ" "King Cobra"                                | Steven Tsuchida                               | Josh Heald & ジョン・ハーウィッツ & ヘイデン・シュロスバーグ                                   | 2021年1月1日  |
| 27        | 7             | "立ちはだかる壁" "Obstáculos"                                | Jennifer Celotta                              | Josh Heald & ジョン・ハーウィッツ & ヘイデン・シュロスバーグ & Kevin McManus & Matthew McManus | 2021年1月1日  |
| 28        | 8             | "善玉、悪玉、イカした男" "The Good, The Bad, and the Badass" | Jennifer Celotta                              | Josh Heald & ジョン・ハーウィッツ & ヘイデン・シュロスバーグ & Joe Piarulli & Luan Thomas      | 2021年1月1日  |
| 29        | 9             | "初恋の思い出" "Feel The Night"                              | Josh Heald                                    | Josh Heald & ジョン・ハーウィッツ & ヘイデン・シュロスバーグ & Michael Jonathan Smith          | 22021年1月1日 |
| 30        | 10            | "12月19日" "December 19"                                     | Josh Heald                                    | Josh Heald & ジョン・ハーウィッツ & ヘイデン・シュロスバーグ & Joe Piarulli & Luan Thomas      | 2021年1月1日  |

- YouTubeでは1話のみ無料で視聴できる[6]。

## 製作の発端
2007年にアメリカ合衆国の音楽バンドであるノーモアキングスによるミュージックビデオ「スウィープ・ザ・レッグ・ジョニー」(映画『ベスト・キッド』終盤での、足をはらえのセリフ)は本ドラマを更にコメディタッチにし、全主要キャストにて制作されている。
このMVをきっかけとして、本作『コブラ会』製作の基盤が作られたという逸話がある。